# University of the Third Age
University of the Third Age（UTA, U3A、第3世代大学）は、定年後の世代を対象にする国際的な教育活動である。

## 年表
- 1973年、トゥールーズ社会科学大学で、ピエール・ヴェラズが第3世代のためのプログラムを開始。
- 1982年、英国最初のUTAが開始。
- フランス国内、ヨーロッパ、中国、キューバなどに模倣され、国際第3世代大学協会（ I.A.U.T.A. The International Association of Universities of the Third Age ）が設立。
- 1998年、U3A Online 開始
- 2009年1月1日、Virtual University of the Third Age (vU3A) 開始